# Kenneth Ma

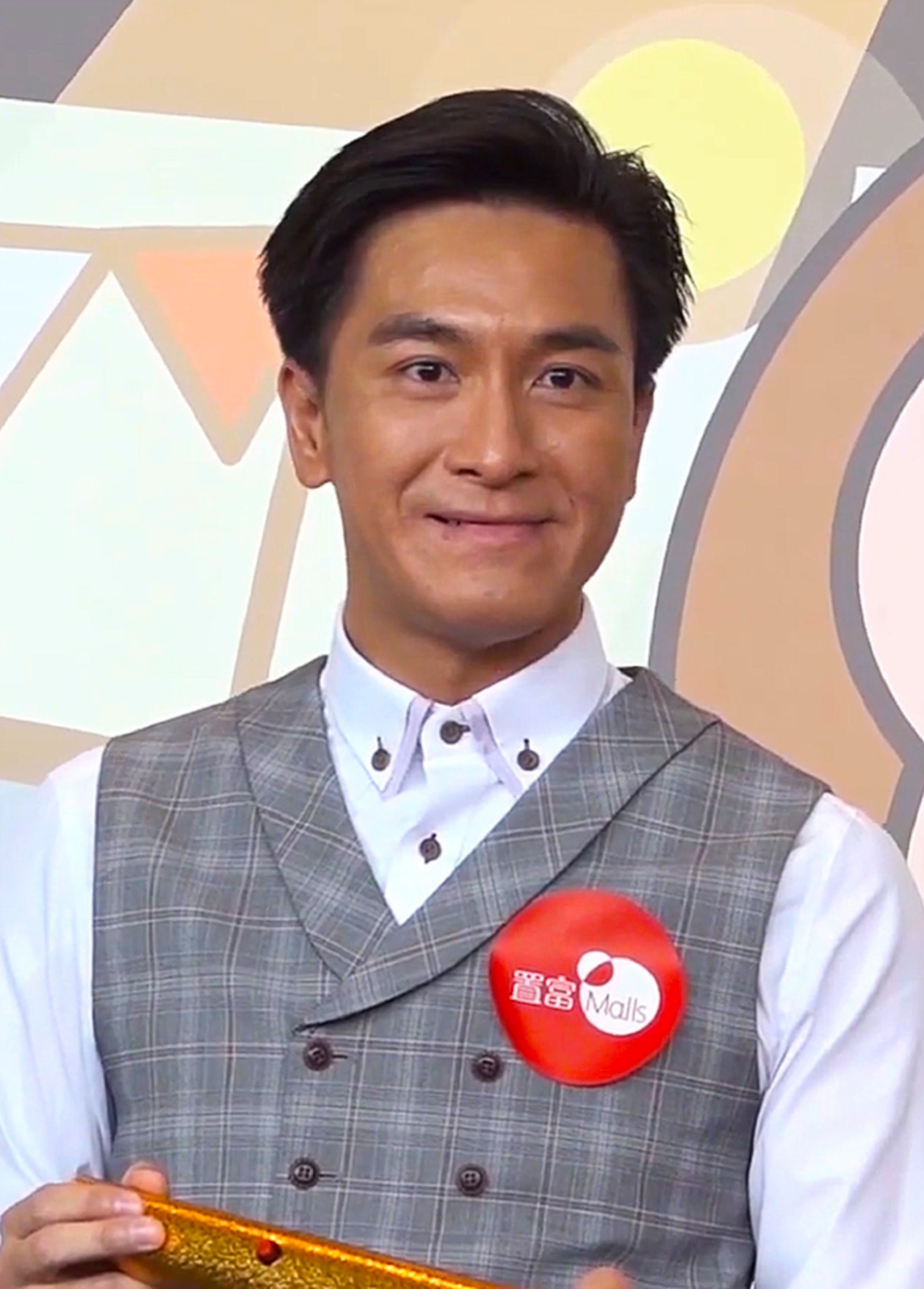
Kenneth Ma, 2019

Kenneth Ma (馬國明; * 13. Februar 1974 in Hongkong) ist ein chinesischer Schauspieler.
Im Jahr 2000 besuchte er die TVB-Schauspielschule. Zunächst erhielt er Rollen als Statist, später war er in zahlreichen Serien in Nebenrollen zu sehen. Seine erste Hauptrolle hatte er in der Serie Survivor's Law II (律政新人王II). Der Durchbruch gelang ihm 2006 mit den Serien The Herbalist's Manual (本草藥王), La Femme Desperado (女人唔易做), Love Guaranteed (愛情全保) und To Grow With Love (肥田囍事).
Privat ist Kenneth Ma mit der chinesischen Schauspielerin Roxanne Tong liiert.

## Serien
| Jahr | Serie                                                     | Rolle                                                                        |
| 1999 | Witness to a Prosecution (洗冤錄)                         | Prinz (Extra)                                                                |
| 1999 | At the Threshold of an Era (創世紀)                       | Stanley                                                                      |
| 2000 | At the Threshold of an Era II (創世紀II)                  | Doctor (Extra)                                                               |
| 2000 | Ups and Downs                                             | (Extra)                                                                      |
| 2000 | When Dreams Come True                                     | Immobilien-Manager                                                           |
| 2000 | War of the Genders (男親女愛)                             | Franco/Siu Keung (小強)                                                      |
| 2000 | Return of the Cuckoo (十月初五的月光)                     | Chuk Kwan Ho's Mitschüler                                                    |
| 2000 | The Legendary Four Aces                                   | Suzhou Bürger                                                                |
| 2000 | Healing Hands II (妙手仁心II)                             | (Extra)                                                                      |
| 2000 | Colourful Life (錦繡良緣)                                 | Student (Extra)                                                              |
| 2001 | A Step into the Past (尋秦記)                             | Ching Fu (清夫)/Kam Ching's verstorbener Ehemann (Extra)                     |
| 2001 | Law Enforcers                                             | (Extra)                                                                      |
| 2001 | Gods of Honour (封神榜)                                   | Arzt                                                                         |
| 2001 | Armed Reaction (陀槍師姐)                                 | EODB Besatzungsmitglied (Extra)                                              |
| 2001 | The Heaven Sword and Dragon Saber (倚天屠龍記)            | Diener in einem Restaurant (Extra)                                           |
| 2001 | Virtues of Harmony (皆大歡喜)                             | Yat Yeung Chi (一陽子)/Schurke/Straßenhändler/Ma On San (馬安山)/Student     |
| 2002 | Good Against Evil                                         | Sam                                                                          |
| 2002 | Invisible Journey                                         | (Extra)                                                                      |
| 2002 | Love is Beautiful (無頭東宮)                              | Dorfbewohner/Gelehrter/Gefängniswächter/Soldat                               |
| 2002 | The White Flame (紅衣手記)                                | Dokter (Extra)                                                               |
| 2002 | Treasure Raiders                                          | Chow Chi Kong                                                                |
| 2002 | Police Station No. 7                                      | Polizist (Extra)                                                             |
| 2002 | Burning Flame II (烈火雄心 II)                            | Billy                                                                        |
| 2002 | Slim Chances                                              | Peter                                                                        |
| 2002 | Golden Faith (流金歲月)                                   | Dokter                                                                       |
| 2002 | Take My Word For It (談判專家)                            | SDU Teamleiter                                                               |
| 2002 | Love and Again                                            | Manager A                                                                    |
| 2002 | Whatever It Takes                                         | Diener/Wächter (Extra)                                                       |
| 2002 | Eternal Happiness (再生緣)                                | Lai Ming Tong (酈明堂)                                                       |
| 2003 | The King of Yesterday and Tomorrow (九五至尊)             | Party Gast (Extra)                                                           |
| 2003 | The Threat of Love II                                     | (Extra)                                                                      |
| 2003 | Better Halves (金牌冰人)                                  | Tai Hon (大漢)                                                               |
| 2003 | Point of No Return (西關大少)                             | (Extra)                                                                      |
| 2003 | Triumph In The Skies (衝上雲霄)                           | Roy Ko Chi Wang (高志宏)                                                     |
| 2003 | Not Just A Pretty Face (美麗在望)                         | Ma Siu Tung (馬少東)                                                         |
| 2003 | Survivor's Law (律政新人王)                               | Joe Chan                                                                     |
| 2003 | The Driving Power (非常外父)                              | Ko Wai Lei (高威利)                                                          |
| 2004 | Net Deception (追魂交易)                                  | David                                                                        |
| 2004 | Armed Reaction IV (陀槍師姐IV)                            | Andy                                                                         |
| 2004 | The Vigilante In The Mask (怪俠一枝梅)                    | Au Yeung Hing (歐陽興)                                                       |
| 2004 | Dream Of Colours (下一站彩虹)                             | Lui Siu Lung (雷小龍)                                                        |
| 2004 | The Last Breakthrough (天涯俠醫)                          | Dr. Shek (石醫生)                                                            |
| 2005 | Strike At Heart                                           | Patient                                                                      |
| 2005 | Lost In The Chamber Of Love (西廂奇緣)                    | Kaiser Tong Dak-Chung (皇上 唐德宗)                                          |
| 2005 | Wong Fei Hung - Master Of Kung Fu (我師傅係黃飛鴻)        | Gan Kin (簡堅)                                                               |
| 2005 | Scavengers' Paradise (同撈同煲)                           | Tang King Chan (鄧鏡塵)                                                      |
| 2005 | Into Thin Air (人間蒸發)                                  | Koon Ching Wan (官青雲)                                                      |
| 2005 | Misleading Track (奪命真夫)                               | Vincent                                                                      |
| 2005 | Life Made Simple (阿旺新傳)                               | Jason                                                                        |
| 2005 | The Herbalist's Manual (本草藥王)                         | Pong Hin (龐憲)                                                              |
| 2006 | La Femme Desperado (女人唔易做)                           | Ko Chi Lik (高志力)                                                          |
| 2006 | Love Guaranteed (愛情全保)                                | Tim Kwok Fu Kan(郭富勤)                                                      |
| 2006 | To Grow With Love (肥田囍事)                              | Mak Ka Fai (麥家輝)                                                          |
| 2007 | The Brink of Law (突圍行動)                               | Yan Heung Ming (殷向明)                                                      |
| 2007 | The Family Link (師奶兵團)                                | Kam Shing Chun (甘誠俊)                                                      |
| 2007 | Survivor's Law II (律政新人王II)                          | MK Sun Man Kwan (辛萬軍)                                                     |
| 2008 | The Master of Tai Chi (太極)                              | Mai Fung Nin (米豐年)                                                        |
| 2008 | The Money-Maker Recipe (師奶股神)                         | MK Sun Man Kwan (辛萬軍) Gast Rolle                                          |
| 2008 | Speech of Silence (甜言蜜語)                              | OK Leung Kai-Yin (梁啟言)                                                    |
| 2008 | Your Class or Mine (尖子攻略)                             | MK Sun Man Kwan (辛萬軍) Gast Rolle                                          |
| 2008 | The Four (少年四大名捕)                                   | Eisenfaust (鐵手)/Tit Yau Ha (鐵游夏)/Fok Yi (霍義)                          |
| 2008 | D.I.E. (古靈精探)                                         | Oberinspektor Hugo Sing Ga Chun (C.I.D.成家雋)                               |
| 2009 | Man in Charge (幕後大老爺)                                | Chow Bing (周炳)                                                             |
| 2009 | In the Chamber of Bliss (蔡鍔與小鳳仙)                    | Yue Yam Kwok (余任國)                                                        |
| 2009 | Born Rich (富貴門)                                        | Sha Po Loi (沙寶來)                                                          |
| 2010 | Don Juan DeMercado (情人眼裏高一D)                        | Kenneth Ma (馬國明)                                                          |
| 2010 | A Fistful of Stances (鐵馬尋橋)                           | Ku Yue Tong (顧汝棠)                                                         |
| 2010 | The Mysteries of Love (談情說案)                          | Gordon Lo Tin Hang (盧天恆)                                                  |
| 2010 | Can't Buy Me Love (公主嫁到)                              | Ding Yau Wai (丁有維)                                                        |
| 2011 | Grace Under Fire (女拳)                                   | Yau Sam Sui (游三水)                                                         |
| 2011 | Yes, Sir. Sorry, Sir! (點解阿Sir係阿Sir)                  | Jack                                                                         |
| 2011 | The Other Truth (真相)                                    | Alex Kong Lok Man (江洛汶)                                                   |
| 2011 | The Life and Times of a Sentinel (紫禁驚雷)               | Fuk Tsuen der 2. kaiserliche Prinz (二皇爺福全)/offiziell Prince Yu (裕親王) |
| 2012 | The Hippocratic Crush (On Call 36小時)                    | Cheung Yat Kin (張一健)                                                      |
| 2012 | Tiger Cubs (飛虎)                                         | To Tin Yu (杜天宇)                                                           |
| 2012 | Three Kingdoms RPG (回到三國)                             | Szema Sun (司馬信)                                                           |
| 2012 | Silver Spoon, Sterling Shackles (名媛望族)                | Charles Chung Kai San (鍾啟燊)                                               |
| 2013 | Season of Love (戀愛季節)                                 | Joe Chu Cho On (朱祖安)                                                      |
| 2013 | Triumph in the Skies II (衝上雲宵II)                      | Roy Ko Chi Wang (高志宏)                                                     |
| 2013 | The Hippocratic Crush II (On Call 36小時II)               | Dr. Cheung Yat Kin (張一健)                                                  |
| 2014 | Ghost Dragon of Cold Mountain (寒山潛龍)                  | Chu Cheung Sing (朱長勝)                                                     |
| 2014 | A Time of Love (愛情來的時候) - Folge 2: Urban (Singapur) | Oscar                                                                        |
| 2014 | Come On, Cousin (老表，你好hea！)                         | TV König Ma Ming (視帝 馬明)                                                 |
| 2014 | Noblesse Oblige (宦海奇官)                                | To Chun Fung (杜振鋒)                                                        |
| 2015 | Lord of Shanghai (梟雄)                                   | Junger Kiu Ngo Tin (青年 喬傲天)                                             |

## Titelsongs
- 2004: 遇強遇勇 - mit Raymond Lam, Ron Ng, Sammul Chan, Bosco Wong & Chris Lai/Kantonesischer Titelsong für die Olympischen Sommerspiele 2004
- 2005: 沙煲兄弟闖情關 - mit Roger Kwok, Myolie Wu & Cherie Kong/Titelsong von Scavengers' Paradise (同撈同煲)
- 2007: Choose Me (選擇我)/Titelsong von Survivor's Law II (律政新人王II)
- 2008: Storm (風暴) - mit Raymond Lam, Ron Ng & Sammul Chan/Titelsong von The Four (少年四大名捕)
- 2009: Wirepuller (幕後人) - mit Matthew Ko/Titelsong von Man in Charge (幕後大老爺)